# Johannes Petri Ungius
Johannes Petri Ungius,  född 1570 i Hultsjö och död 1617 i Kalmar, var superintendent i Kalmar stift i Svenska kyrkan.

## Biografi
Johannes Petri Ungius far Petrus Petri Ungius var hovpredikant hos Johan III, efter först ha varit ha varit predikant i krigsflottan i sex års tid. Efter tiden som hovpredikant, blev han kyrkoherde och riksdagsman i Hultsjö socken i Jönköpings län. 
Efter skolgång i Växjö blev Johannes Petri Ungius student vid Greifswalds universitet 1590. Efter tiden i Greifswald fortsatte han 1593 sina studier i Universitetet i Wittenberg, där han blev filosofie magister 1595.
Då han återvände till Sverige blev han rektor i Växjö 1597 och domprost i Växjö stift 1603. 1607 utnämndes han till superintendent i Kalmar stift. 
Vid Gustav II Adolfs kröning i Stockholm 1617 insjuknade han i frossa. Han hemfördes men kunde därefter aldrig mera lämna sängen. Ungius begravdes i gamla stadskyrkan med likpredikan av biskopen i Växjö Petrus Jonæ Angermannus.
Hans första hustru härstammade från en borgarsläkt genom dennes far, borgmästaren i Jönköping Måns Jönsson Durell, stamfadern för adliga ätten Durell, som skaffat sig stor rikedom och anseende under 1500-talets slut. I det äktenskapet fick han dottern Katarina, gift med Laurentius Erici Wallerius, dottern Birgitta som blev maka till Nicolaus Eschilli, och dottern Elisabeth som blev anmoder till släkten Laurin. Som änkeman gifte han sedan om sig med en syster till Israel Bringius.